# Hydrocynus goliath
Hydrocynus goliath, cũng được biết đến như Cá hổ goliath, Cá hổ khổng lồ, hay mbenga, là một loài cá nước ngọt châu Phi rất lớn trong họ cá Alestidae.

## Phân bố
Hydrocynus goliath được tìm thấy trong lưu vực sông Congo (bao gồm cả sông Lualaba và hồ Upemba), và hồ Tanganyika.

## Mô tả
Trung bình loài cá ăn thịt răng lớn này phát triển đến chiều dài 1,5 mét (4,9 ft) và trọng lượng 50 kg (110 lb).